# Alexander Rogers
Alexander Elliott Rogers (* 14. April 1867 in London; † 19. Februar 1934 ebenda) war ein britischer Sportschütze.

## Erfolge
Alexander Rogers nahm an den Olympischen Spielen 1908 in London und 1924 in Paris teil. Im Einzelwettbewerb des Laufenden Hirschs belegte er 1908 im Einzelschuss den dritten Platz hinter Oscar Swahn und Thomas Ranken und gewann so die Bronzemedaille. Im Doppelschuss wurde er Sechster. Mit dem Freien Gewehr kam er nicht über den 28. Platz hinaus. 1924 trat er nochmals im Einzelschuss des Laufenden Hirschs an und schloss den Wettkampf auf Rang 26 ab. Im Mannschaftswettbewerb verpasste er als Vierter knapp einen weiteren Medaillengewinn.